# Касаткина, Александра Петровна
Александра Петровна Касаткина (27 февраля 1913 — 22 декабря 1999) — передовик советского сельского хозяйства, доярка племенного свиноводческого совхоза «Никоновское» Министерства совхозов СССР, Бронницкого района Московской области, Герой Социалистического Труда (1954).

## Биография
Родилась в 1913 году в селе Никоновское Троице-Лобановской волости Бронницкого уезда, ныне Раменского района Московской области в русской семье крестьянина. С детства трудилась в сельском хозяйстве. Получив начальное образование стала трудиться в хозяйстве своих родителей, школьницей ухаживала за телятами и доила коров. После гибели на фронте мужа, одна воспитывала троих детей, трудилась в полеводческой бригаде местного совхоза "Никоновское". В 1947 году перешла на работу дояркой на животноводческую ферму.
В 1951 году сумела показать высокий производственный результат, получив от 10 коров по 6582 килограммов молока с содержание 223 килограммов молочного жира от каждой коровы в среднем за год. Средний надой по ферме составлял 6477 килограммов.
За достижение высоких показателей в животноводстве в 1951 году, Указом Президиума Верховного Совета СССР от 8 марта 1954 года Александре Петровне Касаткиной было присвоено звание Героя Социалистического Труда с вручением ордена Ленина и золотой медали «Серп и Молот».
В дальнейшем продолжала трудовую деятельность, показывала высокие результаты. По итогам работы в 1956 году была удостоена вторым Орденом Ленина. Постоянно принимала участие в выставках достижений народного хозяйства. Её коровы Мукомолка, Капелька, Ранетка стали рекордсменками. Избиралась депутатом Московского областного Совета, Бронницкого городского и Никоновского сельского Советов депутатов.
Проживала в селе Никоновское Раменского района Московской области. Умерла 22 декабря 1999 года. Похоронена на Новом кладбище родного села.

## Награды
За трудовые успехи удостоена:
- золотая звезда «Серп и Молот» (08.03.1954),
- два ордена Ленина (08.03.1954, 30.01.1957),
- другие медали.